# Devilock

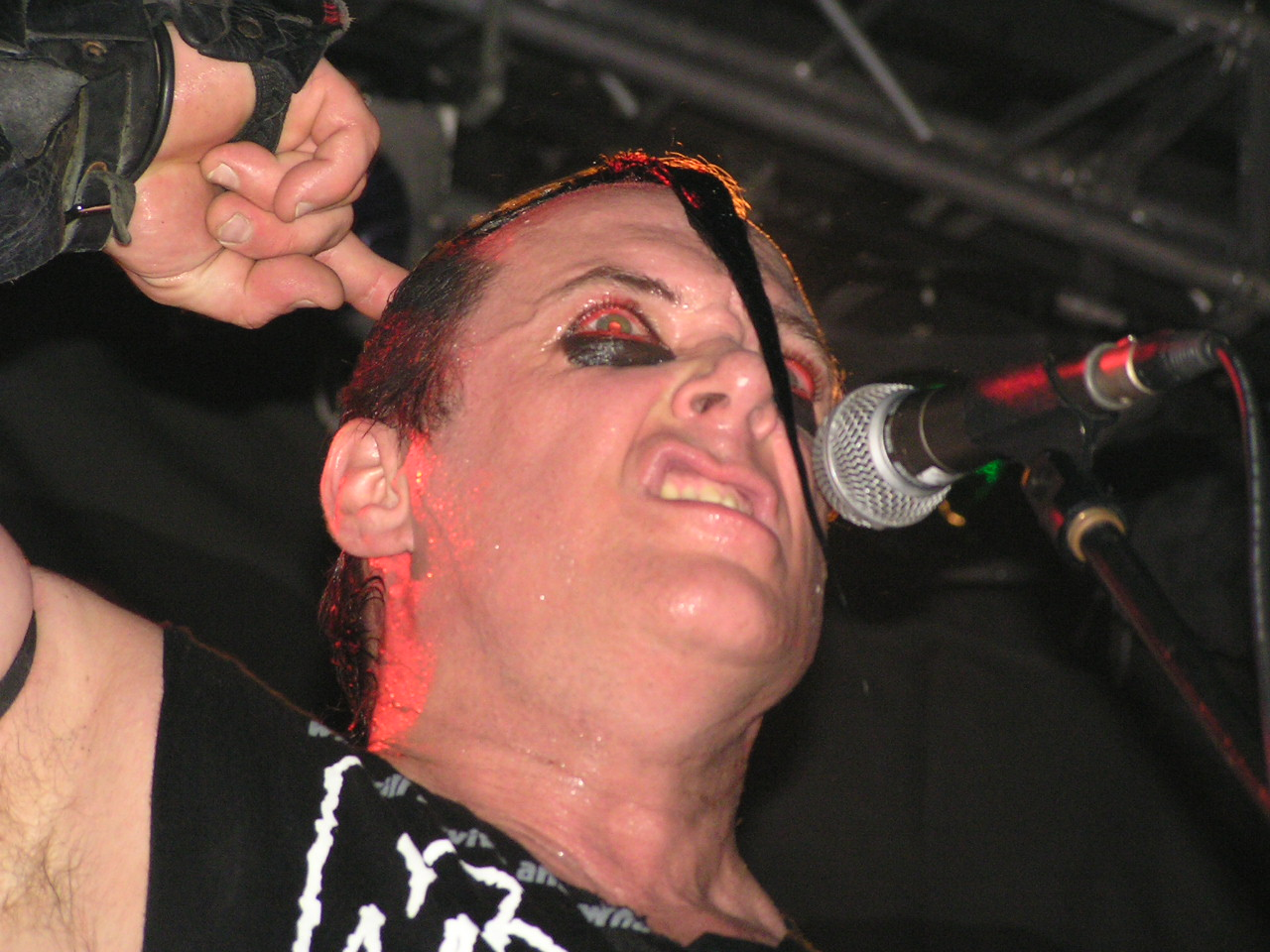
Jerry Only.

Le Devilock est un style de coiffure inventée par Jerry Only, cofondateur des Misfits, vers 1979.
Il s'agit d'une coiffure où les côtés et la nuque sont courts, tandis que la frange est longue, créant une mèche devant le visage. Cette coiffure fut rapidement adoptée par tous les membres des Misfits devenant l'un des symboles du groupe. Elle fut ainsi baptisée par un ami de la mère de Glenn Danzig (le chanteur du groupe).
Jerry Only dit s'être inspiré d'un style de skaters de l'époque qui se concentrait sur la verticalité de la frange.
Le Devilock a par ailleurs été repris par d'autres artistes de la scène punk, metal, et rock, parmi lesquels : Fat Mike (NOFX), Randy Blythe (Lamb of God), Davey Havok (AFI) ou encore les Red Hot Chili Peppers dans leur clip Dani California.